# Большое Свистово
Большое Свистово — село Рачатниковского сельского поселения Михайловского района Рязанской области России.

## География
Село располагается на р. Проня, в непосредственной близости от населённых пунктов Малое Свистово, Розвальнево, Рачатники.

## Население
| 1859 | 1906 | 1929 | 2007 | 2010 |
| ---- | ---- | ---- | ---- | ---- |
| 258  | ↗511 | ↗729 | ↘28  | ↘27  |

## История
Свистово или Желобки, с Преображенской церковью упоминается в приправочной книге 1616 году за стольниками Тимофеем и Иваном Васильевичами Измайловыми.
Большое Свистово известно с XVII века.
В 1850 году в селе было 3 помещика, в том числе Коробьин, Венецкий.
До 1924 года село входило в состав Прудской волости Михайловского уезда Рязанской губернии.